# Francisco Franco
Francisco Paulino Hermenegildo Teódulo Franco y Bahamonde Salgado Pardo, poznatiji kao Generalísimo Francisco Franco (Ferrol, 4. prosinca 1892. – Madrid, 20. studenog 1975.), španjolski političar i državnik. Bio je španjolski vođa (špa. caudillo) od 1939. do 1975. godine. Njegova je vladavina poznata po fokusiranju na španjolski nacionalizam, imperijalističkim težnjama, centralizmu i klerofašizmu.
Nakon uspješne vojne karijere dobio je čin generala. Borio se u Maroku i ugušio je socijalističke ustanke u Španjolskoj protiv konzervativne vlade. U listopadu 1936. godine, nakon općih izbora na kojim su socijalisti pobijedili, Franco je poveo neuspješni vojni puč protiv republikanske vlade. Puč je prerastao u Španjolski građanski rat u kojem su se sukobili Francovi Falangisti protiv republikanaca. Nakon pobjede u ratu, Franco je postao vođa države 1939. godine. Tijekom Drugog svjetskog rata, Franco je zadržao neutralnost iako je u određenoj mjeri pomagao Trećem Reichu i Fašističkoj Italiji u ratu sa SSSR-om. Od 1947. godine Franco je de facto bio regent Španjolske, u kojoj je uveo diktaturu u kojoj je ugnjetavao neistomišljenike, a s političkom opozicijom sukobio se silom. Nakon njegove smrt, Španjolska je postala demokratska zemlja, no sjećanje na Franca i do danas ostaje kontroverza - neki ga pamte kao pravednog i dobrog vođu, dok ga drugi pamte kao strogog diktatora.

## Rani život
Francisco Paulino Hermenegildo Teódulo Franco y Bahamonde Salgado Pardo rođen je 4. prosinca 1892. godine u mjestu Ferrol, u Galiciji koje se u periodu od 1938. do 1982. godine zvalo El Ferrol del Caudillo. Francov otac Nicolás Franco y Salgado-Araujo radio je kao službenik u mornarici, a njegova majka María del Pilar Bahamonde y Pardo de Andrade je također došla iz obitelji mornaričke tradicije. Njegova braća i sestre su bili brat Nicolás, mornarički časnik i diplomat, sestra María del Pilar, socijalistkinja, te drugi brat Ramón, avijatičar kojega su mrzili mnogi Francovi pobornici. Francova majka, te Ramónova supruga su bile u srodstvu s kraljem Manuelom i mnogim drugim portugalskim kraljevima.
Franco je želio slijediti svog oca u mornarici, no upisi u akademiju su bili zatvoreni od 1906. do 1913. godine. Na očevo razočaranje, Franco se odlučio priključiti vojsci. Godine 1907. upisao se na pješačku akademiju u Toledu, gdje je diplomirao 1910. godine. Postavljen je za narednika. Dvije godine kasnije dobio je komisiju za Maroko. Francovi pokušaji da fizički okupira novi afrički protektorat doveli su do Rifskog rata (1909. – 1927.) s Marokancima. Tadašnje taktike rezultirale su velikim porazima španjolskih časnika, no dale su priliku za lakim unaprjeđenjem. Govorili su da bi časnici završili la caja o la faja (ili u grobu ili kao generali).
Franco je uskoro zadobio reputaciju sposobnog časnika. Uskoro se pridružio regularesima, kolonijalnim trupama na čijem su čelu bili španjolski časnici, a djelovali su isto kao SA u Njemačkoj.
Godine 1916., Franco je imao 23 godine i već je bio satnik, ali je smrtno ranjen u El Biutzu. Njegovo preživljavanje mu je kod trupa dalo reputaciju čovjeka kojeg prati baraka. Također je neuspješno predložen za najvišu španjolsku nagradu za hrabrost, prestižnu Cruz Laureada de San Fernando. Umjesto toga je unaprijeđen u majora i tako je postao najmlađi zapovjednik pješaštva u povijesti Španjolske.
Od 1917. do 1920. godine bio je stacioniran u unutrašnjosti Španjolske. Godine 1920., José Millán Astray je osnovao organizaciju koja se zvala Legión Extranjera, a Franco je postavljen za potpredsjednika udruge i vratio se u Afriku.
Dana 24. srpnja 1921. godine slabo vođenu i premorenu španjolsku vojsku snažno su porazili Rifovci kod Annuala. Legión je bar simbolično, ako ne materijalno, spasila španjolsku enklavu kod Melille i to nakon 3 dana pod Francovim vodstvom. Godine 1923., Franco je postao vođa Legióna.
Iste godine oženio se s Carmen Polo i imao je jednu kći, Maríu del Carmen koja je rođena 1926. godine. Kao posebni znak časti, njegov kum na vjenčanju je bio kralj Alfons XIII. Ta činjenica mu je kasnije dala reputaciju monarhističkog vođe.
Unaprijeđen u pukovnika, Franco je 1925. godine vodio iskrcavanje trupa kod Al Hoceima. Iskrcavanje u središtu Rifovaca, kombinirano s francuskom invazijom s juga, značilo je potpuni pad Rifske Republike.
Postavši najmlađi general u Španjolskoj 1926. godine, Franco je 1928. godine postao zapovjednik novoosnovane vojne akademije u Zaragozi.

## Franco u Drugoj Španjolskoj Republici
Franco se i nakon pada monarhije 1931. godine, držao svog dugogodišnjeg apolitičkog mišljenja (iako je, po nekim izvorima, podržavao desnicu i njezinog vođu Primu de Riveru) i u novonastalom sukobu nije zauzimao ničiju stranu. No zatvaranje Akademije u lipnju koje je izveo ministar rata Manuel Azaña, bilo je uzrokom njegovog prvog sukoba s republikom. Azaña je Francov oproštajni govor kadetima smatrao uvredom. Idućih 6 mjeseci Franco je bio bez ikakvog položaja i pod pratnjom.
Dana 5. veljače 1932. godine, Franco je dobio mjesto zapovjednika u gradu La Coruña. Franco se nije htio miješati u pokušaj puča koji je iste godine izveo José Sanjurjo te je čak poslao pismo Sanjurju u kojem je izražavao svoju ljutnju zbog događaja. Kao jedan od efekata Azañine vojne reforme, u siječnju 1933. godine, Franco je s prvog premješten na 24. mjesto na popisu brigadira. Ironično, Franco je iste godine dobio vojnu komandu na Balearima, poziciju koja je bila viša od njegova vojnog čina.

### Asturijski ustanci
Novi izbori održani u listopadu 1933. godine rezultirali su pobjedom desničara. Kao opozicija toj vladi, 5. listopada 1934. godine je izbio revolucionarni pokret. Ustanak se brzo širio cijelom zemljom, no središte mu je bilo u Asturiji, gdje je imao podršku rudarskih unija. Franco, koji je tada već bio general i nasljednik ministra rata Hidalga, je postavljen za zapovjednika operacija koje su trebale ugušiti ustanak. Afričke jedinice koje je vodio general Eduardo López Ochoa, su trebale izvršiti glavni udarac. Nakon 2 tjedna teške borbe (s oko 1.200 do 2.000 žrtava) ustanak je ugušen.
Ustanci, i svi događaji koji su se događali i koji su doveli do građanskog rata, su i danas teme debata (na primjer između Enriquea Moradiellosa i Pia Moe.). No, svi se slažu da je Astrurijski ustanak pojačao antagonizam između ljevičara i desničara Franco i Enrique Moradiellos - koji je prije ustanka gledan kao ljevičar - ljevičari su proglasili neprijateljima. Na početku građanskog rata, López Ochoa je progonjen i obezglavljen, a njegovu glavu su stavili na metlu i njome su paradirali ulicama. Mobilizirajući vojsku protiv ovakvih ustanaka, Franco je stao u obranu Republike i stabiliziranja demokratskih institucija. Franco je od 15. veljače bio vođa afričkih jedinica, a od 19. svibnja 1935. godine bio je vrhovni zapovjednik generalštaba (najviše vojne pozicije u Španjolskoj).

### Strujanje u rat
Nakon pada vladajuće centralno-desničarske koalicije nakon Straperlo korupcijskog skandala, bilo je vrijeme za nove izbore. Formirane su dvije velike koalicije: Frente Popular kao ljevičari, te Frente Nacional kao desničari. Dana 16. veljače 1936. godine, proglašeno je da su na izborima pobijedili ljevičari, ali s malom razlikom. Idući dani obilježeni su skoro kaotičnom situacijom. Francovo lobiranje da se proglasi državna kriza je bilo neuspješno, i ljevičari su popustili narodu te se ponovno prebrojili glasove.
Franco je 23. veljače poslan na Kanare gdje je bio vojni zapovjednik izuzetnom malom broju ljudi.
U međuvremenu, urota koji je predvodio Emilio Mola se počela oblikovati. Franco je kontaktiran, no odbijao je pomoći sve do sredine srpnja. On je 23. lipnja 1936. godine čak pisao vođi vlade, Casaresu Quirogi, nudeći svoju pomoć u smirivanju i dovođenju vojske u red, no Franco nije dobio odgovor na pismo. Ostali pobunjenici bili su odlučni u provođenju ustanka, con Paquito o sin Paquito (s ili bez Franca) kako je rekao José Sanjurjo, počasni vođa ustanka. Nakon mnogih odgađanja, službeno je dogovoreno da će 18. srpnja biti datum ustanka. Situacija je došla do točke bez povratka, kako je Franco prezentirao Moli, puč je bio neizbježan i on je morao zauzeti stranu. Franco se odlučio pridružiti pobunjenicima i dobio je vodstvom nad afričkim trupama. Francov privatni DH 89 doletio je iz Engleske da bi 11. srpnja prebacio Franca u Afriku. Ubojstvo desničarskog opozicijskog vođe Joséa Calva Sotela koje su počinili vladini policajci (najvjerojatnije radeći svojevoljno, kao i u slučaju Joséa Castilla) samo je ubrzalo ustanak. Dan prije planiranog ustanka tj. 17. srpnja afrička vojska se pobunila i odbila je slušati zapovijedi svojih vođa. Dana 18. srpnja Franco je objavio manifest poznat kao Francov proglas o pobuni, te se uputio u Afriku. Tamo je stigao sljedeći dan i odmah je preuzeo zapovjedništvo.
Tjedan kasnije pobunjenici, koji su se već tada zvali Nacionalisti, kontrolirali su samo trećinu Španjolske, a većina mornarice je još uvijek bila pod kontrolom republikanaca što je Franca ostavilo izoliranog u Africi. Puč nije uspio, no započeo je Španjolski građanski rat.

## Španjolski građanski rat

### Prvi mjeseci
Iako Franco nije imao novca, jer je državni trezor bio u Madridu s vladom, postojao je organizirani ekonomski lobi u Londonu koji se brinuo za njegove financijske potrebe iz njegovog operacijskog središta - Lisabona. Eventualno bi dobio i snažnu ekonomsku pomoć od svojih suradnika u inozemstvu. Prvi dani ustanka obilježeni su snažnom borbom za osvajanje kontrole nad protektoratom. S jedne strane, Franco je uspio pridobiti povjerenje stanovnika i njihovih nominalnih vođa, a s druge i kontrolu nad vojnim snagama. To je dovelo da smaknuća oko 200 viših časnika koji su bili odani republici (jedan od njih je bio Francov prvi rođak). Franco se tada morao suočiti s problemom pokretanja njegovih trupa na Pirinejski poluotok, jer je veći dio mornarice još uvijek bio pod kontrolom republike i tako je blokirao Gibraltarski tjesnac. Potražio je Mussolinijevu pomoć, na što mu je ovaj odgovorio bezuvjetnom ponudom oružja i aviona. Admiral Canaris je uvjerio Hitlera da i on pošalje potporu nacionalistima. Od 20. srpnja pa na dalje, Franco je bio sposoban, uglavnom uz pomoć 22 njemačka Junkersa Ju 52, sastaviti zračni most do Seville, gdje su njegove trupe pomogle u osiguravanju kontrole nad gradom. Preko veleposlanika je započeo pregovore s Ujedinjenim Kraljevstvom, Trećim Reichom i Fašističkom Italijom s ciljem dobivanja veće vojne pomoći, ponajviše aviona. Pregovori su bili uspješni sa zadnje dvije države, a završili su 25. srpnja. Avioni iz Italije i Reicha počeli su se spuštati u Tetouan 2. kolovoza. Dana 5. kolovoza, Franco je bio uspješan u probijanju blokade s novopridošlom pomoći, i postavio je konvoj brodova s oko 2,000 vojnika.
U ranom kolovozu, situacija u zapadnoj Andaluziji bila je dovoljno stabilna za Franca da organizira kolumnu (oko 15,000 trupa na njihovom vrhuncu) pod vodstvom natpukovnika Juana Yagüea, koja bi marširala kroz Ekstremaduru sve do Madrida. Mérida je osvojena 11. kolovoza, a Badajoz je osvojen 15. kolovoza. Mussolini je naredio volonterskim trupama (CTV) od oko 12,000 Talijana da odu u Sevillu, a Hitler je uskočio dodavanjem posebne jedinice Luftwaffea (2JG/88) s 24 aviona. Svi ti avioni su na sebi imali oslikan znak španjolskih nacionalista, no njima su upravljali njemački i talijanski piloti. Kralježnicu Francovog zrakoplovstva tada su sačinjavali talijanski SM79, CR.32 i SM.81, te njemački Junkers Ju 52 i Heinkel He 51.
Franco je 21. rujna, s vođom kolumne u Maquedi (nekih 80 km od Madrida) organizirao zaobilaznicu u kojoj je želio osvojiti Toledski garnizon, što je uspio 27. rujna. Taj kontroverzni potez dao je vremena republikancima da učvrste obranu Madrida i da zadrže grad za sebe te godine.

### Uspon na vlast
Predviđeni vođa ustanka, José Sanjurjo preminuo je 20. srpnja u avionskoj nesreći. U nacionalističkoj zoni, "politički život je stao". Na kraju je važno bilo samo vojno vodstvo, koje je podijeljeno po regijama (Emilio Mola na sjeveru, Gonzalo Queipo de Llano u Sevilli iz koje kontrolira Andaluziju, Franco s nezavisnom komandom i Miguel Cabanellas u Zaragozi iz koje kontrolira Aragoniju). Od 24. srpnja, koordinirajuća hunta je osnovana, bazirana u Burgosu. Junta je vodio Cabanellas, kao najstariji i najiskusniji general,a vodstvo je sačinjavao i Mola, te još 3 generala i 2 pukovnika: Franco je u vodstvo uveden u kolovozu. Dana 21. rujna odlučeno je da će Franco postati vrhovni zapovjednik (ovakvom obliku ujedinjenog zapovjedništva protivio se samo Cabanellas), a 28. rujna, nakon samo kratkog razgovora s Queipom de Llanom i Molom, postavljen je i za šefa vlade. Tu titulu dobio je vjerojatno zahvaljujući činjenici da je Hitler odlučio da sva njemačka pomoć nacionalistima ide Francu.
Mola je Franca smatrao nepodobnim i mislio je da nije dio prvobitne revolucionarne skupine. No sam Mola je često diskreditiran kao glavni planer puča koji se tada već razvio u građanski rat, i često su ga identificirali s karlistima, nego s Falangom uopće, a nije imao ni dobre odnose s Nijemcima. Queipo de Llano i Cabanellas su se već prije pobunili protiv diktature Miguela Prime de Rivere i zato su diskreditirani u nekim nacionalističkim krugovima. A falangistički vođa José Antonio Primo de Rivera je tada bio u zatvoru u Madridu (a nakon nekoliko mjeseci je i pogubljen) i želja da se njemu sačuva mjesto preventirala je bilo kojeg drugog falangističkog vođu da se izdigne kao vođa države. Francova udaljenost od politike značila je da ima jako malo aktivnih neprijatelja, a i u nedavnim mjesecima surađivao je s Reichom i Italijom.
Dana 1. listopada 1936. godine Franco je javno proklamiran kao Generalísimo i kao Jefe del Estado (Vođa države). Mola je bio bijesan, a Cabanellas je intervenirao kako bi smirio strasti. Kada je Mola ubijen u još jednoj avionskoj nesreći godinu dana kasnije (2. lipnja 1937.), nijedan vojni vođa koji je organizirao urotu protiv Republike između 1933. i 1935. godine nije ostao. Još se i danas sumnja kako je Molina smrt bila namjeran atentat koji su izveli Nijemci.

### Vojno vodstvo
Od tada pa do kraja rata, Franco je osobno vodio sve vojne operacije. Nakon neuspješnog napada na Madrid u studenom 1936. godine, Franco je uzeo drugačiji pristup u pobjeđivanju u ratu. Njegov pristup o olakšavanju garnizona u Toledu bio je tema mnogih debata, kao i mnoge odluke u tom periodu. Neke od njegovih odluka, kao ona iz lipnja 1938. godine, kada je krenuo na Valenciju, a ne na Kataloniju, su i danas kontroverza.
Pošto nije uspio dobiti pomoć od nijedne druge države, potražio ju je i dobio kod Nijemaca i to u obliku Legije Kondor. Ova njemačka potpora uključivala je i neke vojne službenike i trenere, te 22,000 Nijemaca i 91,000 Talijana koji su pomagali Francu tijekom cijelog građanskog rata. Prinicipalnu pomoć dobio je i od Fašističke Italije (Corpo Truppe Volontarie), no utjecaj koje su ove dvije zemlje izvršile na Francovu odluku o sudbini Španjolske u Drugom svjetskom ratu bio je izgleda jako malen i ograničen. Unatoč svojoj nerijetkoj neuspješnosti, talijanske trupe su sudjelovale u svim većim operacijama, a CTV je dominirao zrakom tijekom cijelog rata. Franco je dobivao veliku i redovitu pomoć od oba diktatora dok su republikanci imali problem s nabavljanjem moderne opreme, a njihov glavni saveznik, SSSR, im je na jedan period prekinuo davati pomoć.
Danas se govori kako su Francove ovlasti nad nacističkim i fašističkim trupama bile ograničene, pogotovo one koje je trebao imati nad Legijom Kondor, no on je u stvari bio njihov vrhovni vođa i zapovjednik te su oni rijetko kad činili nešto bez njegova znanja. Salazarov Portugal je također otvoreno pomagao nacionalistima i to u obliku nekih 20,000 trupa. Mussolinijeva i Hitlerova pomoć Francu trajala je do samog kraja građanskog rata, a njemačke i talijanske trupe paradirale su na dan osvajanja Madrida. Mussolini i Hitler su ga smatrali malom vojnom ličnošću jer je rekao da će prijestolnicu zauzeti za 3 mjeseca, no trebalo mu je pune 3 godine. Na koncu su, uglavnom zbog prestiža, mu odlučili pomoći do kraja, pa su njemačke i talijanske trupe paradirale u Madridu na dan konačne pobjede.

### Političko vodstvo
Franco je uspio spojiti ideološki nekompatibilnu Falangu i karlističke monarhističke stranke pod svoju vlast. Ova nova politička formacija smirila je ekstremne i germanofilske Falangiste tako što ih je miješala s antinjemačkim i prošpanjolskim karlistima. Francov zet Ramón Serrano Súñer, koji je bio njegov glavni politički savjetnik, je bio sposoban okrenuti većinu stranaka pod Francovom vlašću jednu protiv druge i time bi apsorbirao seriju političkih konfrontacija protiv samog Franca. U jednom trenutku izbacio je i vođu karlista, Manuela Fal Condu i vođu falangista Manuela Hedillu da bi osigurao Francovu političku poziciju.
Od rane 1937. godine, svaku je smrtnu kaznu trebao potpisati Franco. No ovo ne znači da je znao za sve službene egzekucije. Od početka ustanka, svi Junta generali su ubijali sve više i više ljudi kako bi proširili strah i smanjili otpor. Nakon Francove pobjede, egzekucije su se nastavile i odnijele oko 20,000 žrtava. Trenutna istraživanja i iskapanja masovnih grobnica daju naznaku da je nakon građanskog rata ubijeno između 15,000 i 27,000 ljudi. Tijekom Drugog svjetskog rata, admiral Wilhelm Canaris je održavao redovite sastanke s Francom i informirao ga je o Njemačkim planovima i stavu za Španjolsku. Ove informacije natjerale su Franca da potajno i bez oklijevanja premjesti svoje najbolje i najiskusnije trupe u kampove u blizini Pirineja i da preoblikuje teren tako da bude nepogodan za tenkove i ostala vojna vozila.

### Kraj rata
Dana 4. ožujka 1939. godine, dogodio se ustanak u republikanskom kampu, kojem je uzrok bilo zaustavljanje navodnog komunističkog ustanka kojeg je planirao Juan Negrín. Pod vodstvom pukovnika Segismunda Casada i Juliána Besteira, pobunjenici su osvojili Madrid. Pokušali su se nagoditi s Francom, koji nije prihvaćao ništa osim bezuvjetne predaje. Popustili su i Franco je okupirao Madrid 27. ožujka 1939. godine i tim činom službeno je pala republika. Rat je službeno završio 1. travnja 1939. godine. Na taj datum, Franco je uzeo svoj mač i stavio ga na oltar u crkvi i zakleo se, da taj mač više nikad neće upotrijebiti osim ako sama Španjolska ne bude pod prijetnjom invazije, zakletvu koje se držao do kraja života.
No, tijekom 1940-ih i 1950-ih godine gerilski otpor Francu (znan kao maquis) bio je raširen u mnogim planinskim regijama. Godine 1944. godine, grupa republikanskih veterana, koja se borila i u francuskom pokretu otpora protiv nacista, ušla je u Val d'Aran u sjeverozapadnoj Kataloniji, no lako su poraženi.
Za vrijeme rata, po povjesničaru Antonyju Beevoru, Francove jedinice pobile su više od 100 tisuća (brojka je čak bliža 200 tisuća) civila i vojnika koji su se predali.

## Francova Španjolska
Španjolska je nakon građanskog rata bila podijeljena i ekonomski uništena. Nakon rata, započela je snažna represija, s 200 tisuća ubijenih ljudi od 1939. do 1943. godine, nepoznatim brojem političkih zatvorenika i na desetke tisuća ljudi u izgnanstvu, većinom u Francuskoj i Južnoj Americi. Jedan od snažnih primjera represije bilo je strijeljanje Lluísa Companysa, demokratski izabranog predsjednika katalonske vlade, 1940. godine, kojeg su španjolskim vlastima izručili nacisti nakon uhićenja u Francuskoj, nakon montiranog suđenja. Glavne mete represije bili su ljevičari, od najbrojnijih anarhista pa sve do komunista, španjolska inteligencija, ateista te vojni i politički vođe koji su bili pobornici Madridske vlade. Represija u Španjolskoj nije završila sa zaustavljanjem neprijateljstva. Mnogo politički zatvorenici strijeljani su zbog izdaje.
Francova službena titula bila je Su Excelencia el Jefe de Estado (Njegova Ekscelencija Vođa države), u državnim i službenim dokumentima titula mu je zapisana kao Caudillo de España (Vođa Španjolske) ili el Generalísimo. Tijekom vladavine zvan je el Caudillo de la Última Cruzada y de la Hispanidad (Vođa posljednjeg Križarskog pohoda u Hispanijskom svijetu) i el Caudillo de la Guerra de Liberación contra el Comunismo y sus Cómplices (Vođa rata za oslobođenje od komunizma i njegovih kolaboratora).

### Drugi svjetski rat
U rujnu 1939. godine izbio je Drugi svjetski rat, a iako se Hitler već susreo s Francom u Hendayeu 23. listopada 1940. godine, kako bi razgovarao s njim o ulasku Španjolske u rat na strani Sila Osovine, dogovor nije postignut jer su Francovi zahtjevi (hrana, vojna oprema, Gibraltar, Francuska Sjeverna Afrika, Portugal itd.) bili previše za Hitlera. Mnogi povjesničari raspravljaju o tome da li je Franco postavio uvjete koje je znao da Hitler neće moći ostvariti samo da ne bi ušao u rat, ili on kao vođa uništene države u kaosu nije imao ponuditi Hitleru ništa zauzvrat. Također je moguća teorija da Franco nije ušao u rat zbog napada Njemačke na katoličku Poljsku, što je Franca (koji je bio pobožni katolik) zgrozilo. Čak i nakon pada Francuske u lipnju 1940. godine, Španjolska nije zauzela proosovinski stav sve dok nije uspostavila potpunu neutralnost u 1943. godine tj. kada se tijek rata okrenuo protiv Njemačke i njezinih saveznika. Neki španjolski vojni dobrovoljci (División Azul ili Plava divizija) - koji nisu dobili službenu državnu sankciju od Franca - otišli su u borbe na istočnom bojištu pod njemačkim zapovjedništvom. Dana 14. lipnja 1940. godine, španjolske trupe u Maroku su okupirale grad Tangiers (koji je tada bio pod kontrolom Lige naroda) i nisu ga napustili do 1945. godine Prema nedavno izdanoj knjizi Hitlerov glavni špijun (2005.), Francovu neutralnost kupio je Winston Churchill uplatom novca na Francov i na račun njegovih generala u švicarskoj banci. Franco je ipak čekao dugo vrijeme nakon završetka Drugog svjetskog rata da bi pritisnuo Ujedinjeno Kraljevstvo u predavanju Gibraltara Španjolskoj.

### Nakon rata
Sa završetkom Drugog svjetskog rata, Franco i Španjolska su bili prisiljeni pretrpjeti ekonomske posljedice zbog izolacije koju su joj impozirale države kao Ujedinjeno Kraljevstvo i SAD. Situacija je završila na pola puta, najviše zbog važnog španjolskog položaja u hladnoratovskim tenzijama, što je pogodovalo SAD-u koji je sa Španjolskom sklopio trgovački savez. Povijesni savez započeo je Eisenhowerovim posjetom 1953. godine, a završio je Madridskim paktom. Ovaj pakt je lansirao "Španjolsko čudo" koja je španjolsku iz korporativne autarkije uzdigla u polukapitalizam. Tijekom 1960-ih godina populacija Španjolske znatno je povećala osobni profit. Španjolska je 1955. godine primljena u Ujedinjene Narode. Unatoč tome, kada je došao na vlast, Franco je rijetko kad napuštao Španjolsku.
U nedostatku snažne ideologije, Franco je potražio pomoć kod nacionalsocijalista i kod Rimokatoličke crkve. Katolicizam je proglašen državnom religijom, a od 1953. godine Vatikan je dopustio Francu da bira biskupe među kandidatima koje je predložio papa.
Njegova vladajuća stranka, Falanga, je bila toliko heterogena da se jedva kvalificirala kao politička stranka, a sigurno nije bila ideološki monolit kao Talijanska fašistička stranka ili Salazarov Estado Novo. Zbog vladine snažne kontrole ekonomije, te aktivnih vladinih ulaganja u privatne investicije i političko vlasništvo trgovačkih saveza, Francova Španjolska mogla se kvalificirati kao ljevičarska država da nije bilo Francovog gađenja prema socijalizmu i demokraciji. U stvarnosti, država je bila centralistička bez snažne ideologije.
Franco je 1947. godine Španjolsku proglasio monarhijom, no nije odredio monarha. Gesta je napravljena kako bi smirila monarhiste koji su bili članovi Movimienta. Iako je Franco bio samoproklamirani monarhist, nije imao posebne želje za kraljem te je tu poziciju ostavio praznu, a on je bio de facto regent. Nosio je uniformu general-satnika (uniformu predviđenu za kralja) i odsjedao je u palači El Pardo. U dodatku, prihvatio je kraljevsku privilegiju da hoda pod baldahinom, a njegov portret se pojavljivao na skoro svim španjolskim novčićima. Iako su njegove službene titule bile Jefe del Estado (Vođa države) i Generalísimo de los Ejércitos Españoles (Generalisimus Španjolske vojske), želio je da vlada koja ga naslijedi bude mnogo autoritativnija nego prijašnja monarhija. Ovo je nagovješteno tako što je Franco u svojoj tituli koristio i jednu frazu koja se koristila samo kod kraljeva.
Tijekom njegove vladavine, nevladini trgovački savezi i svi politički protivnici od komunista pa do anarhista, ali i od liberalnih demokrata pa do baskijskih i katalonskih nacionalista, su ili skroz suzbijeni ili su bili pod strogim nadzorom. Jedini legalni "trgovački savez" za Francova režima bio je Sindicato Vertical.
Korištenje drugih jezika osim španjolskog, točnije kastiljskog, (posebno katalonskog, galješkog i baskijskog jezika) je bilo zabranjeno. Jezična politika Francove Španjolske nalagala je da se svi dokumenti, ugovori i objave moraju objavljivati na španjolskom jeziku, a svi koji su objavljivani na drugom jeziku nisu vrijedili ništa. Korištenje drugih jezika zabranjeno je i u školama, te na javnim plakatima i posterima. Unatoč zabranama, narod je odlučio govoriti drugim jezicima bez ikakvog straha.
Sve kulturne aktivnosti bile su žrtve cenzure, a mnoge su bile jednostavno zabranjene iz raznih razloga. Sama Crkva u Francovoj Španjolskoj poticala je zabranu nekih knjiga koje se nisu slagale s tadašnjim svjetonazorom. Franco, na kog je Crkva imala velik utjecaj, podržao je njezine ideje i kroz cijelu svoju vladavinu donosio zakone o zabranjivanju knjiga. Jedna od istaknutijih žrtava tih zabrana, čije su knjige, od kojih je Košnica najistaknutija, zabranjivane je nobelovac Camilo José Cela. Kulturna politika se s vremenom smirila, najviše tijekom 1970-ih godina. Važno je spomenuti, o odnosu Franca i Crkve, da je djelatnost Opus Deia, čiji je osnivač Josemaría Escrivá bio jako dobar prijatelj Francisca Franca, procvjetala u Francovoj Španjolskoj, a počele su se širiti glasine o Francu koje su ga prikazivale kao spasitelja Crkve.
Civilni brakovi koji su zbili tijekom Druge Republike su službeno ukinuti i te brakove je trebala ozakoniti crkva. Javne vlasti su podupirale striktne norme koje je nalagala Rimokatolička Crkva uglavnom koristeći zakon tzv. Ley de Vagos y Maleantes, koji je već prije donio predsjednik Azaña. To pravilo je bilo jedno od glavnih odlika režima. Jedini preostali nomadi u španjolskoj bili su posebno pogođeni. Godine 1954., homoseksualnost, pedofilija i prostitucija su prema ovom zakonu proglašeni zločinima, iako njegova primjena nije bila stalna.
Većinu gradova je patrolirala Guardia Civil, vojna policija za civile, i kontrolirala je kao njegov glavni način socijalne kontrole. Franco je, kao i mnogi drugi u to vrijeme, sumnjao u masonsku urotu protiv njegova režima. Neki nešpanjolski autori su tu sumnju nazvali "opsesijom". Na temelju informacija koje je stekao kao ratni vođa i šef države - te progonitelj masonerije u Španjolskoj - stekao, Franco je pod pseudonimom Jakim Boor objavio u razdoblju od prosinca 1946. do svibnja 1951. godine seriju od 49 članaka o masoneriji, u španjolskom časopisu Arriba. 1952. godine je iz tih tekstova nastala Francova (i dalje pod pseudonimom Jakim Boor) knjiga "Masonerija". Franco o Masoneriji piše kao o glavnom akteru upropaštavanja Španjolskog Imperija i samog španjolskog društva, te zakletom i najupornijem neprijatelju katoličanstva.
Franco je 1957. godine dao azil diktatoru Anti Paveliću koji je nakon raspada NDH boravio u Španjolskoj.
Studentske su ustanke 1960-ih i 1970-ih godina su ugušili Policíe Armade (Oružana policija), a.k.a. los grisesa, zbog njihovih sivih uniforma.
Franco je nastavio s osobnim potpisivanjem svih smrtnih kazni do samo par mjeseci prije svoje smrti, unatoč mnogim međunarodnim kampanjama koje su tražile da s tim prestane.
U popularnoj mašti, često ga se sjećamo po crno-bijelim slikama iz No-Doa, na kojima ili službeno otvara rezervoar ili lovi ribe na svojoj jahti.
Godine 1968., Franco je zbog pritiska UN-a Ekvatorijalnoj Gvineji dao samostalnost, a sljedeće godine je Maroku vratio pokrajinu Ifni. Francova Španjolska je također započela kampanju s Ujedinjenim Kraljevstvom o dobivanju Gibraltara za sebe kako bi zatvorila granicu 1969. godine, koja nije potpuno zatvorena sve do 1985. godine.
Franco je 1969. godine postavio Juan Carlosa de Borbóna za princa Španjolske i za svoga nasljednika. To je došlo kao iznenađenje za karlističkog kandidata za prijestolje, te za Juan Carlosovog oca, Juana de Borbóna, koji je tehnički imao prednost za nasljedstvo. Franco se 8. lipnja 1973. godine odrekao titule premijera Španjolske, te je ostao samo vođa države i vrhovni zapovjednik vojske. Kako se Francov život približavao kraju, tenzije u Movimientu su rasle, te su se događali česti sukobi između kandidata za vlast.

## Španjolska nakon Franca
Francov najsigurniji nasljednik, Luis Carrero Blanco, ubijen je 1973. godine od bombe koju je u njegov automobil postavila baskijska teroristička organizacija ETA.
Nakon Blanca, nasljednik na Francovu titulu vođe države bio je sadašnji kralj španjolske Juan Carlos I. Iako ga je Franco simpatizirao, Juan Carlos je imao liberalne političke poglede koji su mu zaradili sumnju kod konzervativaca koji su se nadali da će nastaviti s Francovom politikom. Umjesto nastavka Francove politike, Juan Carlos je po dolasku na vlast počeo s obnavljanjem demokracije u državi, održavši prve demokratske izbore 15. lipnja 1977. godine i pomogao je u slamanju vojnog puča iz 1981. godine.
Francisca Franca je proglasio svetim Clemente Domínguez y Gómez (samoproglašeni "papa Grgur XVII.") iz Palmarijanske katoličke crkve, desničarske katoličke sekte koje je uglavnom bazirana u Španjolskoj. Francovu kanonizaciju nije priznala Rimokatolička Crkva.
Godine 2005., sadašnja socijalistička vlada započela je potragu za masovnim grobnicama žrtava pogubljenih za vrijeme Francova režima. PSOE, stranka koja je započela potragu za grobnicama, ima isto ime kao i republikanska stranka za vrijeme režima. Danas se govori o službenom priznavanju zločina koje je počinio Francov režim nakon građanskog rata. Neki Francovi kipovi i ostali simboli frankističkog režima su maknuti. Uz to, EU je počela poduzimati korake o novoj rezoluciji i prepravljanju nekih povijesnih pogleda na Franca. U Njemačkoj, legija koja je nazvana po Werneru Möldersu preimenovana je zato što je on predvodio eskadrilu u bombardiranju Guernice. Kontroverza o Francu ostaje i do danas. Godine 2006. BBC je objavio vijest da se jedan Poljak divio Francovom kipu i govorio o njemu kao spasitelju svijeta.
Iste godine donesen je zakon po kojemu se omogućuje ekshumacija masovnih grobnica, davanje odštete žrtvama rata i Francovog režima, davanje prava na španjolsko državljanstvo pripadnicima Internacionalnih brigada te davanje sredstava za sortiranje arhiva iz vremena rata i Francovog režima.

## Utjecaj
Između samih Španjolaca nije postignut konsenzus o Francovoj ulozi u španjolskoj povijesti. Njegovi simpatizeri ističu da je zaslužan za mir nakon građanskog rata te demografski i ekonomski bum 1960-ih godina. Njegovi protivnici spočitavaju mu represivni režim i tvrde da bi do ekonomskog rasta došlo i bez Franca na čelu države.

## Franco na filmskom platnu
- Raza (1941.): prema scenariju koji je napisao "Jaime de Andrade" (sam Franco), poluautobiografska priča o vojniku kojeg igra Alfredo Mayo.
- Caudillo (1973.): dokumentarac o Francu prije i tijekom građanskog rata.
- Franco, ese hombre (1964.): dokumentarac o Francu, režija - José Luis Sáenz de Heredia.
- Espérame en el cielo (1988.): igra ga José Soriano
- Madregilda (1993.): igra ga Juan Echanove
- Operación gónada (2000.): igra ga Javier Eltell
- ¡Buen Viaje, Excelencia! (2003.): igra ga Ramon Fontserè
- Cinema mil (2005., TV): igra ga Juan Echanove
- Evita (2000.): arhivske snimke
- El Espíritu de la Colmena (1973.) (Duh pčelinjaka): Franco je uspoređen s Frankensteiom.
- Panov labirint (2006.) (rež. Guillermo del Toro), smješten 1944., govori o autokraciji Fraknističkih vojnika u svrgavanju markiza s vlasti.

## Vanjske poveznice
- Stranica s popisima zločinaca 20 st.   Arhivirana inačica izvorne stranice od 5. prosinca 2006. (Wayback Machine)
- Franco - vremenplov  Arhivirana inačica izvorne stranice od 19. ožujka 2007. (Wayback Machine)
- Biografija na španjolskom
- Fundación Nacional Francisco Franco (na španjolskom sa English-stranicom za izbor jezika  Arhivirana inačica izvorne stranice od 5. travnja 2005. (Wayback Machine)). Memorijalna fundacija koju vodi Francova obitelj - sadrži mnogo dokumentacije.
- Francisco Franco u internetskoj bazi filmova IMDb-u (engl.). Napisao je scenarij za film Raza pod imenom "Jaime de Andrade".
- Francova biografija sa Spartacus Educationala.
- 1939-1952: Oružani otpor Francu  Arhivirana inačica izvorne stranice od 25. siječnja 2007. (Wayback Machine) - povijest gerilskog otpora za vrijeme njegova režima

Video:
- Dokumentarac 52': Kada je Franco umro nama je bilo 30